# Gülşah Hatun
Gülşah Hatun (en turco otomano: کل شاہ خاتون‎; ''rosa del şah") (Serbia, c.1433 — Bursa, c.1487) fue una de las consortes del sultán Mehmed II.

## Orígenes
No hay información confiable sobre el origen de Gülşah. El historiador Yilmaz Oztuna, sin indicar la fuente, llamó a Gülşah la hija de Ibrahim Bey II Karaman. Otros historiadores no especifican su origen. Normalmente se cree que era de Serbia. Esto no contradice algunos de los datos disponibles. Se sabe que Mehmed estaba casado con la hija de Ibrahim Bey (cuya madre era hija de Mehmed I) y su nieta, cuyos nombres no se mencionan en las fuentes. En los documentos del vaqf  que creó, se la designa como "Gülşah Hatun, la madre de Şehzade Mustafa".

## Vida
Se casó con Mehmed en 1449, cuando todavía era gobernante y gobernador de Manisa. Poco antes de la muerte del sultán Murad II, dio a luz a su único hijo, Şehzade Mustafa, quien sería su hijo predilecto.
El 25 de diciembre de 1474, Mustafa murió por causas naturales, posiblemente viruela. Se dijo que Mustafa se había enamorado de la esposa de Mahmud Paşa, poniéndolo así detrás del "asesinato" de Mustafa. Hay especulaciones de que Gülşah Hatun pudo haber ocultado la relación ilícita entre Mustafa y la esposa del Paşa. Las fuentes otomanas escriben sobre la enemistad entre Mahmud Paşa y Şehzade Mustafa, y que Mahmud Paşa estaba feliz por la muerte de Şehzade, pero no indican las razones, o se limitan a expresiones evasivas: "por una razón conocida". Solo Mustafa Ali menciona que la enemistad surgió debido a un "asunto oscuro" y sospechas de un incidente relacionado con el harén del Visir.
La muerte de Mustafa fue secreta, el cuerpo fue embalsamado, colocado en un ataúd sellado y transportado en secreto a Konya, donde se encontraba su harén. Nadie fue notificado de su muerte, incluidas su madre y su hija. Cuando llegó el carro con el ataúd y Gülşah se enteró de la muerte de su hijo, comenzó a gemir y lamentarse. Mehmed recibió un mensaje sobre la muerte de su hijo. Según Angiolello, en una carta de respuesta, Mehmed II ordenó enterrar a su hijo en Bursa, Gülşah ordenó quedarse allí, y los hijos de Mustafa, sus madres y todos los que pertenecían a la corte de Mustafa, convocados a Estambul.Todas las mujeres se instalaron en el palacio donde vivía el harén de Mehmed, y unos días después se casaron con estadistas. Según Babinger, Gülşah solo tenía una nieta, Nergisşah Hatun, que tenía 14 años en el momento de la muerte de su padre. Alderson también nombra a las dos hijas de Mustafa: Nergisşah y Bülbül se casaron con sus primos, hijos de Şehzade Bayezid: Nergisşah se casó el 30 de diciembre de 1474 con Şehzade Abdullah, y Bülbül en 1480 se casó con Şehzade Ahmed.

## Muerte
Alderson dio 1474 como la fecha de la muerte de Gulshah, pero los datos lo contradicen. Según los registros, en 1479 Gülşah Hatun recibió el pueblo de Sygyrkalu en Didimótica como regalo. Según el documento encontrado sobre el derecho de propiedad, el pueblo se convirtió en la base del vaqf que ella creó en 1485 para la construcción y el mantenimiento de su futuro entierro en Bursa.
Falleció en 1487 y fue enterrada en su mausoleo, más tardr Bayezid II ordenó que su hermano, Şehzade Mustafa fuera enterrado al lado de ella.